# إم دي بيكتشرز
إم دي بيكتشرز (بالإندونيسية: MD Pictures)‏؛ (بالإنجليزية: MD Pictures)‏ هي شركة تسجيلات وشركة إنتاج وموزعة للأفلام الإندونيسية.

## روابط خارجية
- إم دي بيكتشرز على موقع IMDb (الإنجليزية)

- إم دي بيكتشرز على إنستغرام